# Vihorlatsko-gutinská oblasť
Vihorlatsko-gutinská oblasť (Vihorlatsko-gutinská oblast, ukrajinsky Вигорлат-Гутинський хребет, Vyhorlat-Hutyns'kyj chrebet nebo Вулканічний хребет, Vulkaničnyj chrebet) je geomorfologická oblast Vnitřních Východních Karpat na území východního Slovenska, jihozápadní Ukrajiny (Zakarpatská oblast) a severozápadního Rumunska. Jde o horské pásmo převážně sopečného původu, ležící mezi Poloninami a Potiskou nížinou.